# Rotherfield
Rotherfield è un villaggio con status di parrocchia civile di 3.151 abitanti della contea dell'East Sussex, in Inghilterra. La parrocchia, una delle più estese della contea, comprende tre villaggi: Rotherfield, Mark Cross e Eridge.

## Amministrazione

### Gemellaggi
- Saint-Chéron, dal 1986